# حدوتة مرة (مسلسل)
حدوتة مُرّة مسلسل تلفزيوني مصري درامي.

## القصة
في إطار درامي تراجيدي تدور أحداث المسلسل حول امرأة تُدعى مرة تعيش مأساة عائلية تهدد حياتها المستقبلية.

## طاقم العمل
- غادة عبدالرازق - مُرّة السيد غراب
- مجدي كامل - طارق التميمي
- عبد الرحمن أبو زهرة - الخواجة اسحاق
- عايدة رياض
- محمد شاهين
- أحمد صفوت
- أحمد صيام

## وصلات خارجية
- صفحة مسلسل حدوته مرة على موقع السينما.كوم